# Дробот, Анна Яковлевна
Анна Яковлевна Дробот (22 октября 1920, с. Ново-Александровка, Березанский район, Киевская область — 2 марта 2005, п. Украинский, Косихинский район, Алтайский край) — доярка совхоза «Косихинский» Косихинского района Алтайского края, Герой Социалистического Труда (22.03.1966).

## Биография
Родилась 22 октября 1920 года в селе Ново-Александровка Березанского района Киевской области (ныне — в Броварском районе Киевской области).
С 1938 года работала телятницей в племсовхозе «Xмелевик». С августа 1941 г. участвовала в эвакуации племенного симментальского скота. Сначала его гнали пешком на Новопокровский сахарный завод в Тамбовской области (где перезимовали), потом по железной дороге - на Алтай. Из 250 коров сохранили 249.
Работала там же в совхозе «Косихинский» дояркой. Вместе с Евдокией Бабич первой в крае надоила более четырех тысяч литров молока в год на фуражную корову.
Мастер животноводства I класса. Участница ВДНХ 1955—1957, 1967, 1970 годов.
После выхода на пенсию жила в поселке Украинский Косихинского района.
Умерла 2 марта 2005 года в посёлке Украинском Косихинского района Алтайского края.

## Награды
В 1966 году присвоено звание Героя Социалистического Труда.
Награждена Большой и Малой серебряными медалями ВДНХ, двумя орденами Ленина, орденом Октябрьской Революции, медалями.

## Память
22 октября 2015 года была учреждена премия губернатора Алтайского края «За верность профессии» имени Евдокии Бабич и Анны Дробот. Проект соответствующего указа губернатора Алтайского края был разработан в целях увековечения памяти доярок Косихинского свеклосовхоза Героев Социалистического Труда Евдокии Бабич и Анны Дробот.